# Camponotus schaefferi
Camponotus schaefferi é uma espécie de inseto do gênero Camponotus, pertencente à família Formicidae.